# اداکا
اداکا (به لاتین: Adaka) یک روستا در استونی است که در دهستان ویهولا واقع شده‌است.